# 薛勲

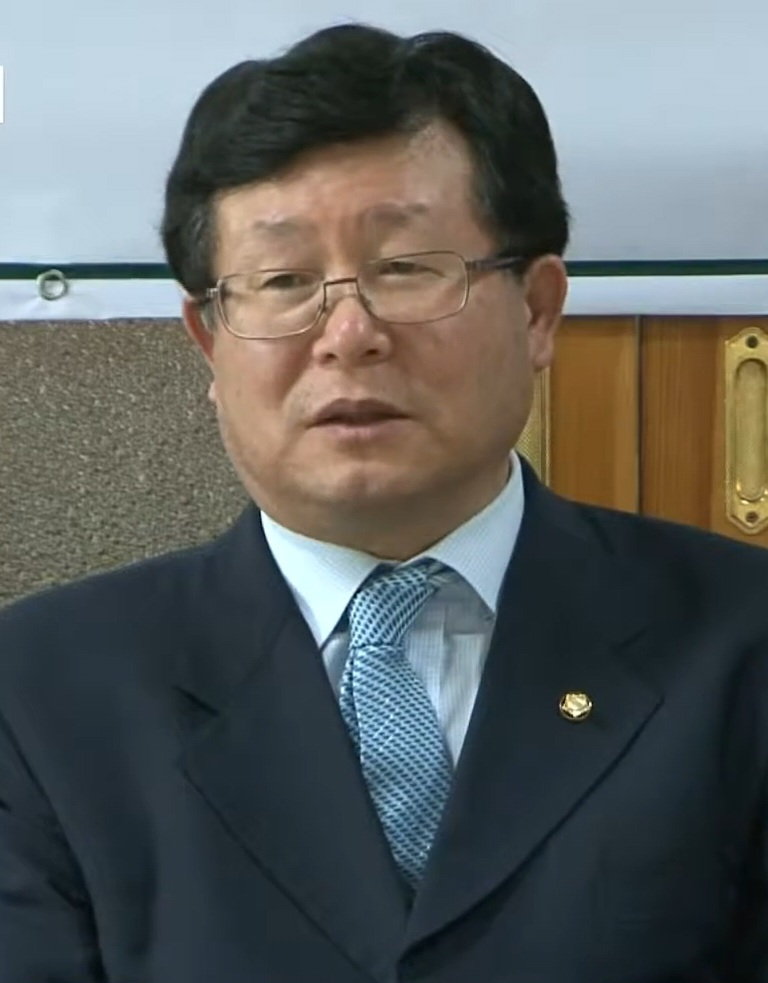
2015年

薛 勲（ソル・フン、朝鮮語: 설훈、1953年4月23日 - ）は、大韓民国の政治家。新政治民主連合・共に民主党など所属の第15・16・19・20・21代韓国国会議員。
本貫は淳昌薛氏、字は勲洙、号は奎岩。キリスト教徒。父は独立有功者の薛哲秀。

## 経歴
慶尚南道昌寧郡出身。馬山高等学校、高麗大学校史学科卒。民青連常任委員、民主化推進協議会理事、金大中総裁補佐官、新政治国民会議首席副報道官・企画調整委員長、新千年民主党市民社会委員長、民族和解協力汎国民協議会共同議長・首席執行委員長、新時代新政治連合青年会指導委員、国会教育委員・予算決算特別委員、北京大学亜太研究院客座研究員、大統合民主新党孫鶴圭予備選挙候補状況室室長、民主統合党富川遠美乙地域委員長を務めた。

## 活動
2004年、盧武鉉大統領弾劾案が国会で可決した後、弾劾反対派の薛は弾劾を主導した同じ民主党の指導部に総辞退などを要求し、無期限のハンガーストライキを宣言した。
2015年1月、セウォル号事件における朴槿恵大統領の「消えた7時間」問題を提起して、与党からの批判を受けたが、薛は「韓国のマスコミは自分の役割を果たしているのか心配だ」とメディアの対応を批判した。
2016年7月、「在外国民保護法」を発議し、2018年12月末に国会で通過した。
2017年8月、5・18光州民主化運動で検閲への対抗により解雇されたジャーナリストと遺族が国家賠償を提起できるという法案を代表発議した。
2019年8月、政府と公共機関の発注事業における日本の「戦犯企業」を排除する「国家を当事者とする契約法改正案」を発議した。
2021年3月、民主化運動参加者とその家族に就職の優遇などを与えるという内容を込めた「民主有功者礼遇法」を代表発議したが、「運動圏セルフ特恵法」などの批判を受けた後、撤回した。

## 人物
民主党内では李洛淵の側近として活動して、2021年に李洛淵の共に民主党代表キャンプ選挙対策委員会委員長を務めた。2022年の大統領選挙への決意として李洛淵が議員を辞退すると明らかにした時、薛も一緒に議員を辞める意向を示したが、その後撤回した。一方、李在明に対しては批判的であり、2022年7月に李在明が党首になる場合、党が分裂し、次の総選挙と大統領選挙で失敗するだろうと批判した。2023年末、李洛淵が共に民主党を離党しようとした時は積極的に慰留したが、その後自身も第22代総選挙の党内議員候補の選出でカットオフに遭い離党した。しばらくは無所属で活動した後、2024年3月に李洛淵が立ち上げた新しい未来に入党したが、4月の同選挙で落選した。